# 日本の小学校の廃校一覧
日本の小学校の廃校一覧（にほんのしょうがっこうのはいこういちらん）は日本の小学校における廃校の学校記事一覧である。

## 北海道地区
- 北海道小学校の廃校一覧

## 東北地区
- 青森県小学校の廃校一覧
- 岩手県小学校の廃校一覧
- 秋田県小学校の廃校一覧
- 宮城県小学校の廃校一覧
- 山形県小学校の廃校一覧
- 福島県小学校の廃校一覧

## 関東地区
- 茨城県小学校の廃校一覧
- 栃木県小学校の廃校一覧
- 群馬県小学校の廃校一覧
- 埼玉県小学校の廃校一覧
- 千葉県小学校の廃校一覧
- 東京都小学校の廃校一覧
- 神奈川県小学校の廃校一覧

## 中部地区
- 新潟県小学校の廃校一覧
- 山梨県小学校の廃校一覧
- 長野県小学校の廃校一覧
- 富山県小学校の廃校一覧
- 石川県小学校の廃校一覧
- 福井県小学校の廃校一覧
- 岐阜県小学校の廃校一覧
- 静岡県小学校の廃校一覧
- 愛知県小学校の廃校一覧

## 近畿地区
- 三重県小学校の廃校一覧
- 滋賀県小学校の廃校一覧
- 京都府小学校の廃校一覧
- 大阪府小学校の廃校一覧
- 兵庫県小学校の廃校一覧
- 奈良県小学校の廃校一覧
- 和歌山県小学校の廃校一覧

## 中国地区
- 鳥取県小学校の廃校一覧
- 島根県小学校の廃校一覧
- 岡山県小学校の廃校一覧
- 広島県小学校の廃校一覧
- 山口県小学校の廃校一覧

## 四国地区
- 徳島県小学校の廃校一覧
- 香川県小学校の廃校一覧
- 愛媛県小学校の廃校一覧
- 高知県小学校の廃校一覧

## 九州地区
- 福岡県小学校の廃校一覧
- 佐賀県小学校の廃校一覧
- 長崎県小学校の廃校一覧
- 熊本県小学校の廃校一覧
- 大分県小学校の廃校一覧
- 宮崎県小学校の廃校一覧
- 鹿児島県小学校の廃校一覧
- 沖縄県小学校の廃校一覧